# Vécu
Pour l’article ayant un titre homophone, voir VQ.
Vécu est un périodique de bande dessinée historique publié par la maison d'édition française Glénat dont les deux séries ont été publiées de mars 1985 à juin 1994 (58 numéros) puis de janvier 1995 à décembre 2004 (45 numéros). Il servait principalement de support de prépublication à la collection du même nom. Fin octobre 2019, les éditions Hachette décident de sortir une collection intitulée Les Grands Classiques de la BD historique Vécu en rassemblant toutes les séries du magazine de l'époque publiée par Glénat.